# Charles Roufosse
Charles Joseph Roufosse, né le 16 septembre 1853 à Paris et mort le 4 septembre 1901 à Neuilly-sur-Marne, est un sculpteur français.

## Biographie
Charles Roufosse est élève d'Auguste Maillard et d'Antonin Mercié aux Beaux-Arts de Paris. D'origine belge, il est naturalisé français en 1883. Il dessine un portrait de Gustave Flaubert en 1884 qui fut utilisé par Léopold Bernstamm pour réaliser des sculptures.
Membre de la Société des artistes français, il travaille de 1895 à 1898 à Paris dans un des ateliers du 77, rue Denfert-Rochereau qui subsistent au même numéro de l'actuelle avenue Denfert-Rochereau.
Son atelier est vendu les 3 et 4 juillet 1900 à la suite d'une ordonnance du tribunal civil de la Seine.
À son décès, il est domicilié au no 24 rue Nansouty dans le 14e arrondissement de Paris.

## Œuvres
- Le Rêve du laboureur, Salon de 1884, groupe en plâtre, mention honorable, localisation inconnue.
- George Sand, 1891, médaillon en terre cuite, La Seyne-sur-Mer, musée Balaguier.
- Portrait de Mme Hugues Le Roux, Salon de 1885, buste en terre cuite[4], localisation inconnue.
- Le Premier Frisson, Salon de 1887, groupe en plâtre[5], acquis par la Ville de Paris[6], localisation inconnue.
- Gloire à Paris !, Salon de 1889, groupe en plâtre[7], localisation inconnue.
- Premier Frisson, Salon de 1889, statue en marbre[7], localisation inconnue.
- Tragédie. Mlle Dudlay de la Comédie-Française, Salon de 1890, statue en plâtre[8], localisation inconnue.
- M. Daubrée, directeur général des eaux et forêts, Salon de 1890, buste en plâtre[8], localisation inconnue.
- Mlle C…, Salon de 1891, buste en plâtre[9], localisation inconnue.
- Les Roses, Salon de 1892, statue en plâtre[10], localisation inconnue.
- Petite Julo, Salon de 1892, buste en bronze[10], localisation inconnue.
- M. E. Mayer, Salon de 1893, buste en terre cuite[11], localisation inconnue.
- M. Daubrée, directeur des forêts, Salon de 1893, buste en terre cuite[11], localisation inconnue.
- Victoire d'un jour, Salon de 1894, groupe en plâtre[12], localisation inconnue.
- Les Roses, Salon de 1894, statuette en bronze[12], localisation inconnue.
- M. D. de S., Salon de 1895[13], localisation inconnue.
- Portrait de Jules Lemaître, Salon de 1896[14], localisation inconnue.
- La Bourgogne, Salon de 1898[15], localisation inconnue.
- Premier Frisson, Salon de 1898[15], localisation inconnue[N 1].
- Buste de Michel Morphy, localisation inconnue[16].
- Portrait de Mme P… et Portrait de M. R…, Salon de 1899[17], localisation inconnue.
- Le Premier Frisson, Exposition universelle de Bruxelles de 1910, statue en marbre, localisation inconnue.
- Portrait de Decresne, buste en plâtre, Chaumont, musée d'Art et d'Histoire.
- Les Illusions perdues, plâtre, Saint-Brieuc, musée d'Art et d'Histoire.